# Taos Air
A Taos Air é uma companhia aérea virtual que opera serviços fretados públicos regulares entre o Aeroporto Regional de Taos em Taos, Novo México, e vários aeroportos na Califórnia e no Texas. A companhia aérea é propriedade da Taos Ski Valley, Inc. e opera o Fairchild Dornier 328JET.

## História
Em 20 de dezembro de 2018, a Taos Air começou a operar com voos regulares do Aeroporto Regional de Taos, no Novo México, usando um Dornier 328JET de 30 lugares. O serviço foi introduzido para promover o esqui na área de Taos, e foi oferecido serviço de transporte gratuito para Taos Ski Valley. A Taos Air é propriedade da Taos Ski Valley, Inc., que paga pela operação e manutenção da única aeronave; a cidade de Taos oferece acesso ao terminal, marketing, serviço de descongelamento e um hangar.
Durante sua temporada inaugural, a transportadora usou um terminal privado no Dallas Love Field; nenhuma verificação de segurança do TSA foi necessária.
Em março de 2019, o Conselho de Comissários do condado de Taos e a cidade de Taos votaram a favor de uma concessão da Taos Air no total de US $ 850.000 para serviços de verão para promover o turismo. Em 9 de abril, a Taos Air recebeu a aprovação final para operar voos no verão. Apesar disso, os voos foram cancelados em junho de 2019 devido à indisponibilidade de aeronaves e pilotos da empresa charter e, consequentemente, o dinheiro da concessão não foi desembolsado.
Os voos do Texas foram retomados em 19 de dezembro de 2019, usando um 328JET, operado pela Advanced Air.
Em janeiro de 2020, o serviço para o Aeroporto de Hawthorne e o Aeroporto McClellan-Palomar na Califórnia foi introduzido. O serviço para a temporada de esqui de 2019-2020 deveria continuar até 29 de março de 2020 mas foi encerrado em 15 de março de 2020 devido à pandemia do COVID-19.
Em 6 de novembro de 2020, a Taos Ski Valley cancelou o serviço Taos Air para a temporada de inverno de 2020-2021. Posteriormente, Taos Ski Valley anunciou que o resort está programado para reabrir em 26 de novembro de 2021 e o serviço Taos Air será reiniciado nessa época.

## Frota
A frota da Taos Air consiste nas seguintes aeronaves:
| Aeronaves                | Em Serviço | Ordens | Passageiros | Notas |
| ------------------------ | ---------- | ------ | ----------- | ----- |
| Fairchild Dornier 328JET | 2          | –      | 30          |       |
| Total                    | 2          | 0      |             |       |